# Ауслі (округ, Кентуккі)
Шаблон:StateAbbr_ 37°25′ пн. ш. 83°41′ зх. д. / 37.41° пн. ш. 83.69° зх. д.
Округ Ауслі (англ. Owsley County) — округ (графство) у штаті Кентуккі, США. Ідентифікатор округу 21189.

## Історія
Округ утворений 1843 року.

## Демографія
За даними перепису 
2000 року 
загальне населення округу становило 4858 осіб, усе сільське.
Серед мешканців округу чоловіків було 2451, а жінок — 2407. В окрузі було 1894 домогосподарства, 1388 родин, які мешкали в 2247 будинках.
Середній розмір родини становив 2,98.
Віковий розподіл населення поданий у таблиці:
| Стать    | До 15 років | 15-21 | 22-29 | 30-39 | 40-49 | 50-65 | 65-85 | Понад 85 |
| -------- | ----------- | ----- | ----- | ----- | ----- | ----- | ----- | -------- |
| Чоловіки | 509         | 280   | 211   | 324   | 366   | 418   | 308   | 35       |
| Жінки    | 451         | 221   | 221   | 346   | 373   | 407   | 326   | 62       |

## Суміжні округи
- Лі — північ
- Бретітт — схід
- Перрі — південний схід
- Клей — південь
- Джексон — захід

## Виноски
1. ↑  U.S. Decennial Census. United States Census Bureau. Архів оригіналу за 2 серпня 2018. Процитовано 19 серпня 2014.
2. ↑  Historical Census Browser. University of Virginia Library. Архів оригіналу за 11 серпня 2012. Процитовано 19 серпня 2014.
3. ↑  Population of Counties by Decennial Census: 1900 to 1990. United States Census Bureau. Архів оригіналу за 13 жовтня 2014. Процитовано 19 серпня 2014.
4. ↑  Census 2000 PHC-T-4. Ranking Tables for Counties: 1990 and 2000 (PDF). United States Census Bureau. Архів оригіналу (PDF) за 18 грудня 2014. Процитовано 19 серпня 2014.
5. ↑  State & County QuickFacts. United States Census Bureau. Архів оригіналу за 7 червня 2011. Процитовано 6 березня 2014. [Архівовано 2011-06-07 у Wayback Machine.](англ.) Наведено за англійською вікіпедією.
6. ↑  American FactFinder. Бюро перепису населення США. Архів оригіналу за 26 лютого 2012. Процитовано 31 січня 2008. [Архівовано 2008-05-21 у Wayback Machine.]

| США | Це незавершена стаття з географії США. Ви можете допомогти проєкту, виправивши або дописавши її. |